# Michael Thonet
Michael Thonet (Boppard, 2 de julho de 1796 — Viena, 3 de março de 1871) foi um construtor de móveis e industrial alemão. 
Em 1830 inventou uma máquina para fabricar móveis de madeira curvada, especialmente cadeiras. Tendo se estabelecido em Viena durante a década de 1860, desenvolveu uma produção em série e barata, que acabou sendo bastante exportada e imitada: a cadeira do chamado "estilo austríaco".
Um de seus modelos mais conhecidos é a cadeira Bentwood.
Foi sepultado no Cemitério de São Marcos.

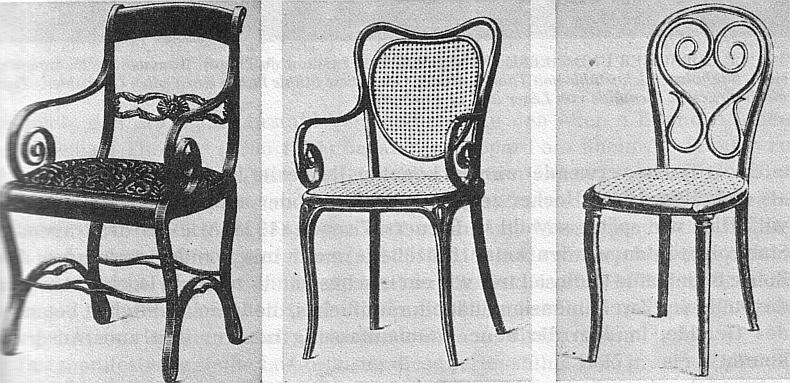
Cadeiras Bentwood de Michael Thonet (1850).

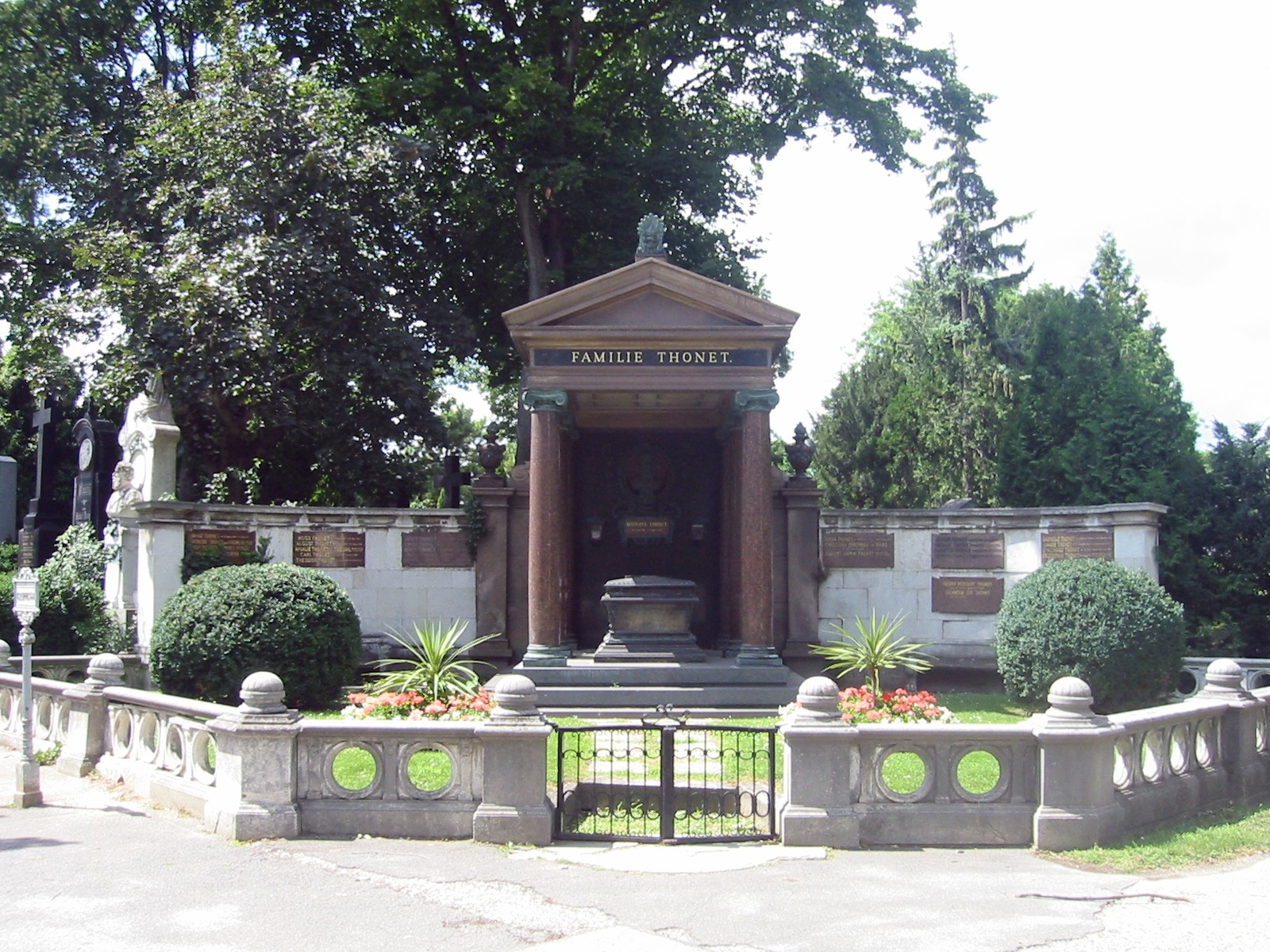
Sepultura da família no Cemitério Central de Viena